# الأناركية وحقوق الحيوان
اللاسلطوية فلسفيا وسياسيا لها ارتباطات عديدة مع منظمات حقوق الحيوان. العديد من اللاسلطويين نباتيون ولعبوا دورا مهما في النضال ضد الظلم الذي يتعرض له الحيوان، ولكن أغلب اللاسلطويين النباتيين وغير النباتيين يؤكدون على ضرورة حماية الحيوانات من التعسف ومنع صيد الحيوانات النادرة حتى لو بغرض المأكل، ويؤكد غير النباتيين على عدم صيد الحيوانات للتسلية أو للمتاجرة بفرائها. لذا فإن اللاسلطوية تدعم حقوق الحيوان.

## وصلات خارجية
- تحرير الحيوانات واللاسلطوية
- أخلاقيات اللاسلطوية: نهج النفعية منظور لاسلطوي حول أخلاقيات تحرير الحيوانات
- تدجين الحيوانات …..والإنسان (مقال بقلم CrimethInc.)
- النباتي (مقال آخر من قبل CrimethInc.)
- تحرير الحيوانات من خلال نقابات العمال ؟، وجهة نظر متذبذبة
- تحرير الحيوانات من خلال نقابات العمال, تطلعات عمال الصناعة في العالم
- استعراض Infoshop: صناعة القتل: الاقتصاد السياسي لحقوق الحيوان